# Danh sách xã thuộc tỉnh Thái Bình
Tính đến ngày 1 tháng 11 năm 2024, tỉnh Thái Bình có 242 đơn vị hành chính cấp xã, trong đó có 223 xã.
Dưới đây là danh các xã thuộc tỉnh Thái Bình hiện nay.
| Số thứ tự | Xã               | Trực thuộc          | Diện tích (km²) | Dân số (người) | Mật độ dân số (người/km²) | Thành lập |
| --------- | ---------------- | ------------------- | --------------- | -------------- | ------------------------- | --------- |
| 1         | Ái Quốc          | Huyện Tiền Hải      |                 |                |                           |           |
| 2         | An Ấp            | Huyện Quỳnh Phụ     |                 |                |                           |           |
| 3         | An Bình          | Huyện Kiến Xương    |                 |                |                           |           |
| 4         | An Cầu           | Huyện Quỳnh Phụ     |                 |                |                           |           |
| 5         | An Dục           | Huyện Quỳnh Phụ     |                 |                |                           |           |
| 6         | An Đồng          | Huyện Quỳnh Phụ     |                 |                |                           |           |
| 7         | An Hiệp          | Huyện Quỳnh Phụ     |                 |                |                           |           |
| 8         | An Khê           | Huyện Quỳnh Phụ     |                 |                |                           |           |
| 9         | An Lễ            | Huyện Quỳnh Phụ     |                 |                |                           |           |
| 10        | An Mỹ            | Huyện Quỳnh Phụ     |                 |                |                           |           |
| 11        | An Ninh          | Huyện Quỳnh Phụ     |                 |                |                           |           |
| 12        | An Ninh          | Huyện Tiền Hải      |                 |                |                           |           |
| 13        | An Quý           | Huyện Quỳnh Phụ     |                 |                |                           |           |
| 14        | An Tân           | Huyện Thái Thụy     |                 |                |                           |           |
| 15        | An Thái          | Huyện Quỳnh Phụ     |                 |                |                           |           |
| 16        | An Thanh         | Huyện Quỳnh Phụ     |                 |                |                           |           |
| 17        | An Tràng         | Huyện Quỳnh Phụ     |                 |                |                           |           |
| 18        | An Vinh          | Huyện Quỳnh Phụ     |                 |                |                           |           |
| 19        | An Vũ            | Huyện Quỳnh Phụ     |                 |                |                           |           |
| 20        | Bách Thuận       | Huyện Vũ Thư        |                 |                |                           |           |
| 21        | Bắc Hải          | Huyện Tiền Hải      |                 |                |                           |           |
| 22        | Bắc Sơn          | Huyện Hưng Hà       |                 |                |                           |           |
| 23        | Bình Định        | Huyện Kiến Xương    |                 |                |                           |           |
| 24        | Bình Minh        | Huyện Kiến Xương    |                 |                |                           |           |
| 25        | Bình Nguyên      | Huyện Kiến Xương    |                 |                |                           |           |
| 26        | Bình Thanh       | Huyện Kiến Xương    |                 |                |                           |           |
| 27        | Canh Tân         | Huyện Hưng Hà       |                 |                |                           |           |
| 28        | Châu Sơn         | Huyện Quỳnh Phụ     |                 |                |                           |           |
| 29        | Chí Hòa          | Huyện Hưng Hà       |                 |                |                           |           |
| 30        | Chi Lăng         | Huyện Hưng Hà       |                 |                |                           |           |
| 31        | Cộng Hòa         | Huyện Hưng Hà       |                 |                |                           |           |
| 32        | Dũng Nghĩa       | Huyện Vũ Thư        |                 |                |                           |           |
| 33        | Duy Nhất         | Huyện Vũ Thư        |                 |                |                           |           |
| 34        | Duyên Hải        | Huyện Hưng Hà       |                 |                |                           |           |
| 35        | Dương Hồng Thủy  | Huyện Thái Thụy     |                 |                |                           |           |
| 36        | Dương Phúc       | Huyện Thái Thụy     |                 |                |                           |           |
| 37        | Đoan Hùng        | Huyện Hưng Hà       |                 |                |                           |           |
| 38        | Độc Lập          | Huyện Hưng Hà       |                 |                |                           |           |
| 39        | Đông Á           | Huyện Đông Hưng     |                 |                |                           |           |
| 40        | Đông Các         | Huyện Đông Hưng     |                 |                |                           |           |
| 41        | Đông Cơ          | Huyện Tiền Hải      |                 |                |                           |           |
| 42        | Đông Cường       | Huyện Đông Hưng     |                 |                |                           |           |
| 43        | Đông Dương       | Huyện Đông Hưng     |                 |                |                           |           |
| 44        | Đông Đô          | Huyện Hưng Hà       |                 |                |                           |           |
| 45        | Đông Hải         | Huyện Quỳnh Phụ     |                 |                |                           |           |
| 46        | Đông Hòa         | Thành phố Thái Bình | 5,59            |                |                           |           |
| 47        | Đông Hoàng       | Huyện Đông Hưng     |                 |                |                           |           |
| 48        | Đông Hoàng       | Huyện Tiền Hải      |                 |                |                           |           |
| 49        | Đông Hợp         | Huyện Đông Hưng     |                 |                |                           |           |
| 50        | Đông Kinh        | Huyện Đông Hưng     |                 |                |                           |           |
| 51        | Đông La          | Huyện Đông Hưng     |                 |                |                           |           |
| 52        | Đông Lâm         | Huyện Tiền Hải      |                 |                |                           |           |
| 53        | Đông Long        | Huyện Tiền Hải      |                 |                |                           |           |
| 54        | Đông Minh        | Huyện Tiền Hải      |                 |                |                           |           |
| 55        | Đông Mỹ          | Thành phố Thái Bình | 4,22            |                |                           |           |
| 56        | Đông Phương      | Huyện Đông Hưng     |                 |                |                           |           |
| 57        | Đông Quan        | Huyện Đông Hưng     |                 |                |                           |           |
| 58        | Đông Quang       | Huyện Tiền Hải      |                 |                |                           |           |
| 59        | Đông Sơn         | Huyện Đông Hưng     |                 |                |                           |           |
| 60        | Đông Tân         | Huyện Đông Hưng     |                 |                |                           |           |
| 61        | Đông Thọ         | Thành phố Thái Bình | 2,43            |                |                           |           |
| 62        | Đông Trà         | Huyện Tiền Hải      |                 |                |                           |           |
| 63        | Đông Vinh        | Huyện Đông Hưng     |                 |                |                           |           |
| 64        | Đông Xá          | Huyện Đông Hưng     |                 |                |                           |           |
| 65        | Đông Xuyên       | Huyện Tiền Hải      |                 |                |                           |           |
| 66        | Đồng Thanh       | Huyện Vũ Thư        |                 |                |                           |           |
| 67        | Đồng Tiến        | Huyện Quỳnh Phụ     |                 |                |                           |           |
| 68        | Hà Giang         | Huyện Đông Hưng     |                 |                |                           |           |
| 69        | Hiệp Hòa         | Huyện Vũ Thư        |                 |                |                           |           |
| 70        | Hòa An           | Huyện Thái Thụy     |                 |                |                           |           |
| 71        | Hòa Bình         | Huyện Hưng Hà       |                 |                |                           |           |
| 72        | Hòa Bình         | Huyện Kiến Xương    |                 |                |                           |           |
| 73        | Hòa Bình         | Huyện Vũ Thư        |                 |                |                           |           |
| 74        | Hòa Tiến         | Huyện Hưng Hà       |                 |                |                           |           |
| 75        | Hồng An          | Huyện Hưng Hà       |                 |                |                           |           |
| 76        | Hồng Bạch        | Huyện Đông Hưng     |                 |                |                           |           |
| 77        | Hồng Dũng        | Huyện Thái Thụy     |                 |                |                           |           |
| 78        | Hồng Giang       | Huyện Đông Hưng     |                 |                |                           |           |
| 79        | Hồng Lĩnh        | Huyện Hưng Hà       |                 |                |                           |           |
| 80        | Hồng Lý          | Huyện Vũ Thư        |                 |                |                           |           |
| 81        | Hồng Minh        | Huyện Hưng Hà       |                 |                |                           |           |
| 82        | Hồng Phong       | Huyện Vũ Thư        |                 |                |                           |           |
| 83        | Hồng Thái        | Huyện Kiến Xương    |                 |                |                           |           |
| 84        | Hồng Tiến        | Huyện Kiến Xương    |                 |                |                           |           |
| 85        | Hồng Việt        | Huyện Đông Hưng     |                 |                |                           |           |
| 86        | Hồng Vũ          | Huyện Kiến Xương    |                 |                |                           |           |
| 87        | Kim Trung        | Huyện Hưng Hà       |                 |                |                           |           |
| 88        | Lê Lợi           | Huyện Kiến Xương    |                 |                |                           |           |
| 89        | Liên An Đô       | Huyện Đông Hưng     |                 |                |                           |           |
| 90        | Liên Hiệp        | Huyện Hưng Hà       |                 |                |                           |           |
| 91        | Liên Hoa         | Huyện Đông Hưng     |                 |                |                           |           |
| 92        | Lô Giang         | Huyện Đông Hưng     |                 |                |                           |           |
| 93        | Mê Linh          | Huyện Đông Hưng     |                 |                |                           |           |
| 94        | Minh Hòa         | Huyện Hưng Hà       |                 |                |                           |           |
| 95        | Minh Khai        | Huyện Hưng Hà       |                 |                |                           |           |
| 96        | Minh Khai        | Huyện Vũ Thư        |                 |                |                           |           |
| 97        | Minh Lãng        | Huyện Vũ Thư        |                 |                |                           |           |
| 98        | Minh Phú         | Huyện Đông Hưng     |                 |                |                           |           |
| 99        | Minh Quang       | Huyện Kiến Xương    |                 |                |                           |           |
| 100       | Minh Quang       | Huyện Vũ Thư        |                 |                |                           |           |
| 101       | Minh Tân         | Huyện Đông Hưng     |                 |                |                           |           |
| 102       | Minh Tân         | Huyện Hưng Hà       |                 |                |                           |           |
| 103       | Minh Tân         | Huyện Kiến Xương    |                 |                |                           |           |
| 104       | Mỹ Lộc           | Huyện Thái Thụy     |                 |                |                           |           |
| 105       | Nam Bình         | Huyện Kiến Xương    |                 |                |                           |           |
| 106       | Nam Chính        | Huyện Tiền Hải      |                 |                |                           |           |
| 107       | Nam Cường        | Huyện Tiền Hải      |                 |                |                           |           |
| 108       | Nam Hà           | Huyện Tiền Hải      |                 |                |                           |           |
| 109       | Nam Hải          | Huyện Tiền Hải      |                 |                |                           |           |
| 110       | Nam Hồng         | Huyện Tiền Hải      |                 |                |                           |           |
| 111       | Nam Hưng         | Huyện Tiền Hải      |                 |                |                           |           |
| 112       | Nam Phú          | Huyện Tiền Hải      |                 |                |                           |           |
| 113       | Nam Thịnh        | Huyện Tiền Hải      |                 |                |                           |           |
| 114       | Nam Tiến         | Huyện Tiền Hải      |                 |                |                           |           |
| 115       | Nam Trung        | Huyện Tiền Hải      |                 |                |                           |           |
| 116       | Nguyên Xá        | Huyện Đông Hưng     |                 |                |                           |           |
| 117       | Nguyên Xá        | Huyện Vũ Thư        |                 |                |                           |           |
| 118       | Phong Dương Tiến | Huyện Đông Hưng     |                 |                |                           |           |
| 119       | Phú Châu         | Huyện Đông Hưng     |                 |                |                           |           |
| 120       | Phú Lương        | Huyện Đông Hưng     |                 |                |                           |           |
| 121       | Phú Xuân         | Thành phố Thái Bình | 5,92            |                |                           |           |
| 122       | Phúc Khánh       | Huyện Hưng Hà       |                 |                |                           |           |
| 123       | Phúc Thành       | Huyện Vũ Thư        |                 |                |                           |           |
| 124       | Phương Công      | Huyện Tiền Hải      |                 |                |                           |           |
| 125       | Quang Bình       | Huyện Kiến Xương    |                 |                |                           |           |
| 126       | Quang Lịch       | Huyện Kiến Xương    |                 |                |                           |           |
| 127       | Quang Minh       | Huyện Kiến Xương    |                 |                |                           |           |
| 128       | Quang Trung      | Huyện Hưng Hà       |                 |                |                           |           |
| 129       | Quang Trung      | Huyện Kiến Xương    |                 |                |                           |           |
| 130       | Quốc Tuấn        | Huyện Kiến Xương    |                 |                |                           |           |
| 131       | Quỳnh Giao       | Huyện Quỳnh Phụ     |                 |                |                           |           |
| 132       | Quỳnh Hải        | Huyện Quỳnh Phụ     |                 |                |                           |           |
| 133       | Quỳnh Hoa        | Huyện Quỳnh Phụ     |                 |                |                           |           |
| 134       | Quỳnh Hoàng      | Huyện Quỳnh Phụ     |                 |                |                           |           |
| 135       | Quỳnh Hội        | Huyện Quỳnh Phụ     |                 |                |                           |           |
| 136       | Quỳnh Hồng       | Huyện Quỳnh Phụ     |                 |                |                           |           |
| 137       | Quỳnh Hưng       | Huyện Quỳnh Phụ     |                 |                |                           |           |
| 138       | Quỳnh Khê        | Huyện Quỳnh Phụ     |                 |                |                           |           |
| 139       | Quỳnh Lâm        | Huyện Quỳnh Phụ     |                 |                |                           |           |
| 140       | Quỳnh Minh       | Huyện Quỳnh Phụ     |                 |                |                           |           |
| 141       | Quỳnh Mỹ         | Huyện Quỳnh Phụ     |                 |                |                           |           |
| 142       | Quỳnh Ngọc       | Huyện Quỳnh Phụ     |                 |                |                           |           |
| 143       | Quỳnh Nguyên     | Huyện Quỳnh Phụ     |                 |                |                           |           |
| 144       | Quỳnh Thọ        | Huyện Quỳnh Phụ     |                 |                |                           |           |
| 145       | Song An          | Huyện Vũ Thư        |                 |                |                           |           |
| 146       | Song Lãng        | Huyện Vũ Thư        |                 |                |                           |           |
| 147       | Sơn Hà           | Huyện Thái Thụy     |                 |                |                           |           |
| 148       | Tam Quang        | Huyện Vũ Thư        |                 |                |                           |           |
| 149       | Tân Bình         | Thành phố Thái Bình | 3,79            |                |                           |           |
| 150       | Tân Hòa          | Huyện Hưng Hà       |                 |                |                           |           |
| 151       | Tân Hòa          | Huyện Vũ Thư        |                 |                |                           |           |
| 152       | Tân Học          | Huyện Thái Thụy     |                 |                |                           |           |
| 153       | Tân Lập          | Huyện Vũ Thư        |                 |                |                           |           |
| 154       | Tân Lễ           | Huyện Hưng Hà       |                 |                |                           |           |
| 155       | Tân Phong        | Huyện Vũ Thư        |                 |                |                           |           |
| 156       | Tân Tiến         | Huyện Hưng Hà       |                 |                |                           |           |
| 157       | Tây Đô           | Huyện Hưng Hà       |                 |                |                           |           |
| 158       | Tây Giang        | Huyện Tiền Hải      |                 |                |                           |           |
| 159       | Tây Lương        | Huyện Tiền Hải      |                 |                |                           |           |
| 160       | Tây Ninh         | Huyện Tiền Hải      |                 |                |                           |           |
| 161       | Tây Sơn          | Huyện Kiến Xương    |                 |                |                           |           |
| 162       | Thái Đô          | Huyện Thái Thụy     |                 |                |                           |           |
| 163       | Thái Giang       | Huyện Thái Thụy     |                 |                |                           |           |
| 164       | Thái Hưng        | Huyện Hưng Hà       |                 |                |                           |           |
| 165       | Thái Hưng        | Huyện Thái Thụy     |                 |                |                           |           |
| 166       | Thái Nguyên      | Huyện Thái Thụy     |                 |                |                           |           |
| 167       | Thái Phúc        | Huyện Thái Thụy     |                 |                |                           |           |
| 168       | Thái Phương      | Huyện Hưng Hà       |                 |                |                           |           |
| 169       | Thái Thịnh       | Huyện Thái Thụy     |                 |                |                           |           |
| 170       | Thái Thọ         | Huyện Thái Thụy     |                 |                |                           |           |
| 171       | Thái Thượng      | Huyện Thái Thụy     |                 |                |                           |           |
| 172       | Thái Xuyên       | Huyện Thái Thụy     |                 |                |                           |           |
| 173       | Thanh Tân        | Huyện Kiến Xương    |                 |                |                           |           |
| 174       | Thăng Long       | Huyện Đông Hưng     |                 |                |                           |           |
| 175       | Thống Nhất       | Huyện Hưng Hà       |                 |                |                           |           |
| 176       | Thống Nhất       | Huyện Kiến Xương    |                 |                |                           |           |
| 177       | Thuần Thành      | Huyện Thái Thụy     |                 |                |                           |           |
| 178       | Thụy Bình        | Huyện Thái Thụy     |                 |                |                           |           |
| 179       | Thụy Chính       | Huyện Thái Thụy     |                 |                |                           |           |
| 180       | Thụy Dân         | Huyện Thái Thụy     |                 |                |                           |           |
| 181       | Thụy Duyên       | Huyện Thái Thụy     |                 |                |                           |           |
| 182       | Thụy Hải         | Huyện Thái Thụy     |                 |                |                           |           |
| 183       | Thụy Hưng        | Huyện Thái Thụy     |                 |                |                           |           |
| 184       | Thụy Liên        | Huyện Thái Thụy     |                 |                |                           |           |
| 185       | Thụy Ninh        | Huyện Thái Thụy     |                 |                |                           |           |
| 186       | Thụy Phong       | Huyện Thái Thụy     |                 |                |                           |           |
| 187       | Thụy Quỳnh       | Huyện Thái Thụy     |                 |                |                           |           |
| 188       | Thụy Sơn         | Huyện Thái Thụy     |                 |                |                           |           |
| 189       | Thụy Thanh       | Huyện Thái Thụy     |                 |                |                           |           |
| 190       | Thụy Trình       | Huyện Thái Thụy     |                 |                |                           |           |
| 191       | Thụy Trường      | Huyện Thái Thụy     |                 |                |                           |           |
| 192       | Thụy Văn         | Huyện Thái Thụy     |                 |                |                           |           |
| 193       | Thụy Việt        | Huyện Thái Thụy     |                 |                |                           |           |
| 194       | Thụy Xuân        | Huyện Thái Thụy     |                 |                |                           |           |
| 195       | Tiến Đức         | Huyện Hưng Hà       |                 |                |                           |           |
| 196       | Trang Bảo Xá     | Huyện Quỳnh Phụ     |                 |                |                           |           |
| 197       | Trà Giang        | Huyện Kiến Xương    |                 |                |                           |           |
| 198       | Trọng Quan       | Huyện Đông Hưng     |                 |                |                           |           |
| 199       | Trung An         | Huyện Vũ Thư        |                 |                |                           |           |
| 200       | Tự Tân           | Huyện Vũ Thư        |                 |                |                           |           |
| 201       | Văn Cẩm          | Huyện Hưng Hà       |                 |                |                           |           |
| 202       | Văn Lang         | Huyện Hưng Hà       |                 |                |                           |           |
| 203       | Vân Trường       | Huyện Tiền Hải      |                 |                |                           |           |
| 204       | Việt Hùng        | Huyện Vũ Thư        |                 |                |                           |           |
| 205       | Việt Thuận       | Huyện Vũ Thư        |                 |                |                           |           |
| 206       | Vũ An            | Huyện Kiến Xương    |                 |                |                           |           |
| 207       | Vũ Chính         | Thành phố Thái Bình | 5,58            |                |                           |           |
| 208       | Vũ Công          | Huyện Kiến Xương    |                 |                |                           |           |
| 209       | Vũ Đoài          | Huyện Vũ Thư        |                 |                |                           |           |
| 210       | Vũ Đông          | Thành phố Thái Bình | 6,5             |                |                           |           |
| 211       | Vũ Hội           | Huyện Vũ Thư        |                 |                |                           |           |
| 212       | Vũ Lạc           | Thành phố Thái Bình | 7,47            |                |                           |           |
| 213       | Vũ Lăng          | Huyện Tiền Hải      |                 |                |                           |           |
| 214       | Vũ Lễ            | Huyện Kiến Xương    |                 |                |                           |           |
| 215       | Vũ Ninh          | Huyện Kiến Xương    |                 |                |                           |           |
| 216       | Vũ Phúc          | Thành phố Thái Bình | 6,21            |                |                           |           |
| 217       | Vũ Quý           | Huyện Kiến Xương    |                 |                |                           |           |
| 218       | Vũ Tiến          | Huyện Vũ Thư        |                 |                |                           |           |
| 219       | Vũ Trung         | Huyện Kiến Xương    |                 |                |                           |           |
| 220       | Vũ Vân           | Huyện Vũ Thư        |                 |                |                           |           |
| 221       | Vũ Vinh          | Huyện Vũ Thư        |                 |                |                           |           |
| 222       | Xuân Hòa         | Huyện Vũ Thư        |                 |                |                           |           |
| 223       | Xuân Quang Động  | Huyện Đông Hưng     |                 |                |                           |           |